# Barbara Underwood
Barbara Dale Underwood (16 de agosto de 1944) es una abogada estadounidense, procuradora general de Nueva York. Fue nombrada por primera vez para el cargo en enero de 2007 por Andrew Cuomo, quien era en ese momento Fiscal General del estado. Underwood fue reelegido en 2011 por el Fiscal General Eric Schneiderman.
La propia Underwood fue por un breve periodo de tiempo Fiscal General de Nueva York tras la renuncia de Schneiderman al cargo el 8 de mayo de 2018. Se negó a postularse para el cargo en las elecciones del estado de Nueva York de 2018 y reasumió el cargo de procuradora general después de que Letitia James tomara posesión para sucederla el 1 de enero de 2019. Underwood fue la primera mujer en ocupar el cargo de Fiscal General de Nueva York.

## Biografía
Underwood nació en Evansville, Indiana, siendo sus padres el Dr. Robert Underwood y Mildred Kinstein Underwood. Creció en Belleville, Nueva Jersey, y es la mayor de tres hermanas. Underwood obtuvo un AB magna cum laude de Radcliffe College en la Universidad de Harvard en 1966 e hizo su doctorado en el Centro de Derecho de la Universidad de Georgetown en 1969.
Mientras Underwood era estudiante en Radcliffe en 1963, trabajó en WJRZ como editora de noticias y se comprometió con Howard Allen Cohen, un estudiante de segundo año en la Facultad de Derecho de Rutgers, que también trabajaba en WJRZ.

## Carrera profesional
Tras graduarse, Underwood fue asistente del juez David L. Bazelon, presidente de la Corte de Apelaciones de los EE. UU. para el circuito del Distrito de Columbia y luego del juez asociado Thurgood Marshall de la Corte Suprema desde 1971 a 1972. Después de dejar la Corte, Underwood fue profesora de derecho durante 10 años en la Facultad de Derecho de Yale, de 1972 a 1982. También ha dado clases en la Facultad de Derecho de Brooklyn y en la Facultad de Derecho de la Universidad de Nueva York.
Underwood dejó la universidad para trabajar en la Oficina del Fiscal de Distrito del Condado de Kings. Más tarde estuvo en la fiscalía de distrito de tres condados diferentes en la ciudad de Nueva York: fue asistente del fiscal de distrito en el condado de Nueva York, jefa de apelaciones y consejera del fiscal de distrito en el condado de Kings (Brooklyn) y asistente ejecutiva principal del fiscal de distrito para Asuntos Legales en el Condado de Queens. Más adelante fue Fiscal Federal Auxiliar en Jefe y luego Consejera del Fiscal Federal para el Distrito Este de Nueva York.
En 1998, Underwood fue nombrada por la Fiscal General de los Estados Unidos, Janet Reno, como Fiscal General Adjunta Principal bajo la dirección del Fiscal General Seth P. Waxman. Underwood ocupó ese cargo durante tres años y luego se desempeñó como procuradora general interina de enero a junio de 2001, lo que la convirtió en la primera mujer en actuar como procuradora general. Después de trabajar en la Oficina del Fiscal Federal en Nueva York durante varios años, en 2007 fue nombrada Procuradora General del Estado de Nueva York, cargo que ocupó con tres Fiscales Generales estatales. Ha defendido veintidós casos ante la Corte Suprema de los EE. UU. y muchos casos ante los tribunales de apelación federales y estatales.
Se convirtió en Fiscal General Interina el 8 de mayo de 2018, tras la renuncia de Eric Schneiderman. La Legislatura estatal eligió a Underwood como sustituta para cubrir el resto del mandato de Schneiderman el 22 de mayo de 2018. Underwood se comprometió a no presentarse a las elecciones y completar el resto del mandato de Schneiderman hasta que el siguiente candidato prestara juramento. Como fiscal general, Underwood demandó con éxito a Donald Trump y a su fundación, la Fundación Donald J. Trump, por "un patrón de conducta ilegal persistente".
La oficina del Fiscal General pasó a manos de Letitia James tras su victoria en las elecciones del estado de Nueva York de 2018. Underwood, que nunca había buscado ni ocupado un cargo electivo, se sintió satisfecha al volver a la Oficina del Procurador General en enero de 2019. "Me gusta ese rol, así que estoy feliz de volver a hacerlo", le dijo a un entrevistador de Associated Press en ese momento. "A mí también me ha llegado a gustar esto. No es que esté ansiosa por dejarlo, pero estoy muy feliz de pasar a algo que sé que me gusta". Underwood dejó la oficina habiendo hecho historia, como la primera mujer en servir como Fiscal General de Nueva York.
El 30 de noviembre de 2020, como procuradora general de Nueva York, Underwood argumentó el caso Trump v. Nueva York en nombre del Estado de Nueva York.
El 3 de noviembre de 2021, como procuradora general de Nueva York, Underwood argumentó ante la Corte Suprema de los Estados Unidos, New York State Rifle & Pistol Assoc., Inc., Et Al., v. Bruen, nº 20-843.

## Premios y reconocimientos
En 2012, American Inns of Court le otorgó su Premio al Profesionalismo del Segundo Circuito, en honor a su tutoría de abogados a lo largo de su carrera. En mayo de 2016, Radcliffe College le otorgó una membresía honoraria en Phi Beta Kappa.

## Familia
Underwood vive en la ciudad de Nueva York desde 1982. Está casada con Martin Halpern, ex profesor de dramaturgia y literatura dramática de la Universidad de Brandeis. Viven en Brooklyn y tienen un hijo, Robert, nacido en 1986. Underwood había estado casada con anterioridad y es judía.

## Publicaciones Seleccionadas
- Underwood, Barbara D. (1977). «Comment: The Thumb on the Scales of Justice: Burdens of Persuasion in Criminal Cases». Yale Law Journal 86: 1299. doi:10.2307/795788.
- Underwood, Barbara D. (1979). «Law and the Crystal Ball: Predicting Behavior with Statistical Inference and Individualized Judgment». Yale Law Journal 88 (7): 1408-1448. doi:10.2307/795726.
- Underwood, Barbara D. (1981). «Against Dichotomy». Yale Law Journal 90 (5): 1004-1006. doi:10.2307/795936.